# Barisia planifrons
Barisia planifrons — вид веретільницеподібних ящірок родини веретільницевих (Anguidae). Ендемік Мексики. Раніше вважався підвидом Barisia imbricata, однак був визнаний окремим видом.

## Поширення і екологія
Barisia planifrons мешкають на північних схилах гір Сьєрра-Хуарес в штаті Оахака. Вони живуть в гірських хмарних лісах, на висоті від 1500 до 2500 м над рівнем моря.